# Ван Шэнь
Ван Шэнь (кит. трад. 王詵, упр. 王诜, 1036—1093) — китайский художник и политик времён династии Сун.

## Биография
Ван Шэнь родился в 1036 году в области Тайюань (современная провинция Шаньси). Происходил из древнего аристократического рода.
В свое время Ван Шэнь женился на второй дочери императора Ин-цзуна (1064—1067), после чего получил большие владения и высокие государственные должности: был военным губернатором (Юйши) провинции Личжоу (юг современной провинции Шэньси). Однако родство с императорским двором и высокий общественный статус не уберегли его от опалы. Ван попал в ловушку политических интриг императорского окружения и отправлен на долгие годы в ссылку. Ему пришлось отказаться от политической деятельности, государственной карьеры и заняться изучением классической литературы, коллекционированием произведений искусства и живописи, занятиям самой живописью.
Интерес к искусствам привел его в первые ряды столичной элиты. Ван Шэнь установил личные дружеские контакты с представителями школы «художников-интеллектуалов» (вэньжэньхуа): Су Ши (Су Дунпо), Ли Гунлинь и Ми Фу. Ван Шэнь вошел в число консервативно настроенных столичных мастеров и ценителей живописи. Художник не учился в Академии живописи, но брал уроки живописи у художника Го Си, ведущего на тот момент художника-академиста. Последние годы жизни Ван Шэнь провел за написанием пейзажей. Скончался в 1093 году.

## Творчество

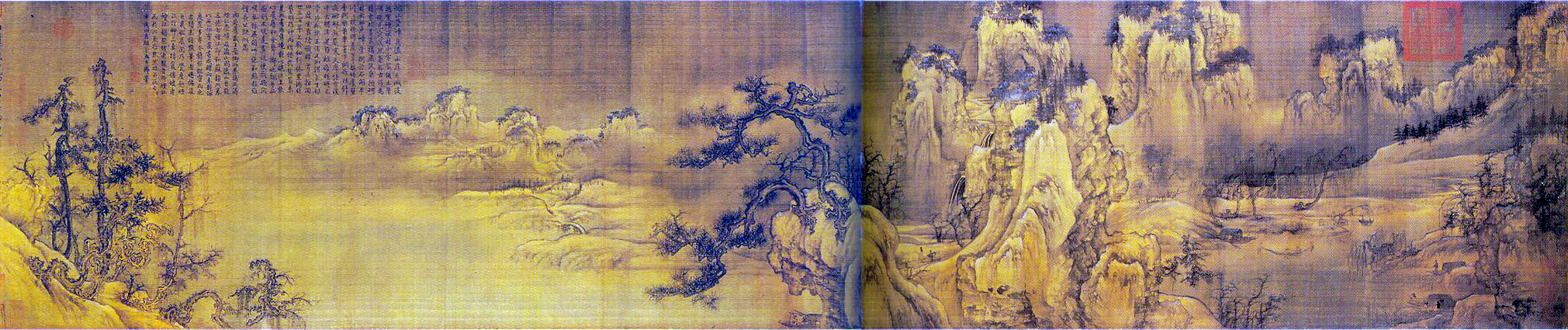
Ван Шэнь. Снег над рыбацкой деревней. Около 1085 г.

Художник находился под влиянием так называемого панорамно-монументального стиля, интересовался манерой письма известного мастера живописи Ли Чена, одно время находился под определенным влиянием «золото-бирюзового стиля» (Цзиньбо-фа 金碧法, «правила золота и бирюзы») — академического пейзажа эпохи Тан. Характерным произведением «академического» этапа творчества Ван Шэня является свиток «中文: 漁村小雪圖» («Рыбацкая деревня под первым снегом», 44,5 х 219 см, шелк, тушь, Музей Гугун, Пекин), который имеет четкое диагональное строение. Правую часть полотна занимает вздымающихся ввысь «стена» горных вершин. На передний план картины вынесено изображение сосны, в котором художник подражает манере живописи художника Ли Чена. Сосна определяет центральную вертикальную ось свитка. На левой стороне картины изображено водное пространство, окаймленное горной цепью, на заднем плане изображены причудливые фантастические силуэты.
Картина Ван Шэня «Янь цзян де чжан ту» («Река в тумане и застывшие пики», 45,3 х 165, 5 см, шелк, тушь, Шанхайский художественный музей) была написана по мотивам произведений поэта Су Ши. Эта картина ознаменовала переход художника к стилю «художников-литераторов». Свиток противоречит всем существующим академическим принципам. Около двух его третей занимает свободное пространство, что создает впечатление густого тумана. В левой части композиции картины изображены горы с деревьями. Горы выступают из тумана и кажутся призрачным миражом.
Сохранились сведения о создании Ван Шэнем в монохромной технике пейзажных композиций в манере Ли Чена. При этом Ван Шэнь сумел выработать свой собственный стиль письма, который отличается от стилей современных ему художников или мастеров прошлого. Признание у ценителей живописи получили его работы в жанре «живописи бамбука» (мочжу, «бамбук, нарисованный тушью»), в которых художник ориентировался на стилистику Вэнь Туна, показывая при этом виртуозное владение классическими приёмами кисти.
Ван Шэнь был также выдающихся представителем жанра «живописи сановников и аристократов» (шидафу хуа). Сохраненное наследие Ван Шэня позволяет проследить эволюцию не только его живописной манеры, но и всего направления в живописи.
Картины художника хранятся в галереях и музеях Пекина («Снег над рыбацкой деревней»), Шанхая («Туманная река»), Тайпея («Острова бессмертных», «Белый орел на старом дереве»).